# یواس‌اس انزیو (سی‌جی-۶۸)
یواس‌اس انزیو (سی‌جی-۶۸) (به انگلیسی: USS Anzio (CG-68)) یک کشتی است که طول آن 567 feet (173 m) می‌باشد. این کشتی در سال ۱۹۹۰ ساخته شد.